# Kumarbi
Kumarbi è il padre degli dei nel pantheon ittita e urrita. Era figlio di Alulu, e inghiottendo i genitali di Anu (il cielo) rimase gravido del dio della tempesta Teshub. Gli urriti lo identificavano con la divinità sumera Enlil e gli ugariti con El. Kumarbi è a noi noto grazie a testi mitologici ittiti, noti come "Ciclo di Kumarbi". La sua città di culto era Urkesh.

## Ciclo di Kumarbi

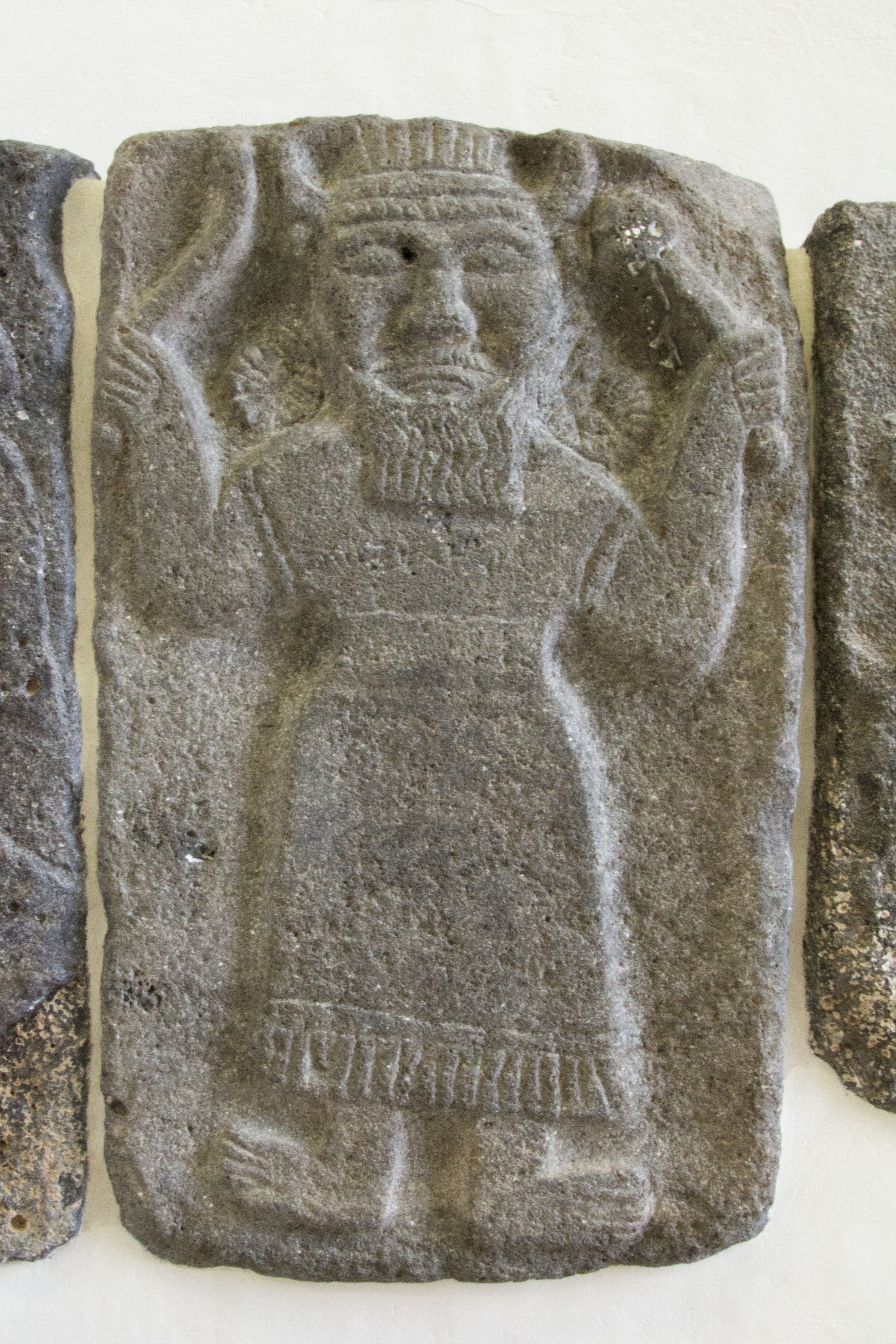
Una possibile rappresentazione tardiva di Tell Halaf

Kumarbi è noto da una serie di testi mitologici, a volte riassunti sotto il termine "Ciclo di Kumarbi". Questi testi includono in particolare il Cantico dell'Emersione (noto anche come La regalità in cielo , Canto di Kumarbi o "Teogonia ittita", CTH 344), il Canto di Ullikummi (CTH 345),  il Regno del Dio KAL (o LAMMA; CTH 343), il Mito del drago Hedammu (CTH 348), il Canto dell'Argento (CTH 364).
L'intero ciclo crea volutamente un'immagine contrastante degli alleati dei due combattenti, Kumarbi e Teshub: il primo è aiutato da divinità e mostri ctoni e marini, come il dio del mare, le dee del destino (che sembrano risiedere negli inferi), Alalu, il serpente marino Ḫedammu e il mostro di diorite Ullikummi cresciuto negli inferi, mentre quest'ultimo è assistito da sua sorella Shaushka, gli altri suoi fratelli, sua moglie Hebat, il dio del sole Šimige e il dio della luna Kušuḫ.
Dopo la sua sconfitta iniziale, sconfigge un certo numero di sfidanti per distruggere Teshub, ma il dio della tempesta e i suoi alleati presumibilmente riescono a sconfiggerli tutti.
È possibile che il dio del mare (chiamato Aruna in ittita, Kiaše in hurrita; entrambi significano "mare") serva da alleato di Kumarbi perché un mito separato descriveva in dettaglio il conflitto tra lui e Teshub.
I miti del ciclo Kumarbi differiscono leggermente dal contenuto degli elenchi di divinità: Alala (Alalu) è generalmente considerato un antenato di Anu in essi; nel frattempo Enlil, che appare in un ruolo poco chiaro nella Canzone di Ullikummi come personaggio separato da Kumarbi. 

### Canto di Kumarbi
Il Canto di Kumarbi, "Canto dell'emergenza" o Regalità in cielo è il titolo dato a una versione ittita del mito hurrita di Kumarbi, risalente al XIV o XIII secolo a.C.
È conservata in tre tavolette, ma solo una frazione del testo è leggibile:
- tavoletta A. KUB 33.120 + KUB 33.119 + KUB 36.31 + KUB 48.97
- tavoletta B. KUB 36.1
- tavoletta C. KUB 48,97

La canzone racconta che Alalu, un re primordiale degli dei, fu rovesciato dal suo coppiere Anu dopo un periodo simbolico di 9 anni. Anu fu a sua volta rovesciato da Kumarbi, un discendente di Alalu, in circostanze simili.  Quando Anu cercò di fuggire in paradiso, Kumarbi gli morse i genitali. Anu gli disse che ora era incinta di Teshub , Tigri e Tašmišu , il visir del dio della tempesta, dopo di che Kumarbi sputò il seme a terra, facendolo rimanere incinta di due bambini. La testa di Kumarbi fu poi divisa dal dio Ea per liberare Teshub; sembra che Kumarbi sia stato poi indotto a divorare una pietra al posto del figlio appena nato. Teshub, presumibilmente aiutato da Anu, alla fine riuscì a deporre Kumarbi, ma non gli fu ancora concesso il regno, e apparentemente espresse dispiacere, maledicendo gli dei più antichi.

## Culto
Kumarbi era considerato un dio ctonio e associato al grano. Tuttavia, non era un dio puramente agricolo, ma era piuttosto considerato una fonte di prosperità in generale, come il suo equivalente siriano Dagan. Il culto di Kumarbi è attestato in molti documenti ittiti e hurriti, ed inoltre ad Ugarit e Mari.